# Bangalaia sulcicollis
Bangalaia sulcicollis là một loài bọ cánh cứng trong họ Cerambycidae.